# Ildefons de Toledo
|  | Aquest article tracta sobre el bisbe de Toledo i sant. Vegeu-ne altres significats a «Sant Ildefons». |

Ildefons de Toledo o Sant Ildefons (Toledo, ca. 607 - 667) va ser un religiós visigot, arquebisbe de Toledo. És venerat com s sant per les diverses confessions cristianes. Autor de reconegudes obres teològiques, és un dels Pares de l'Església hispànics.

## Biografia
Nasqué el 607 a Toledo, de nissaga germànica i emparentat amb una de les famílies reials visigòtiques. Nicolás Antonio diu que era nebot de l'arquebisbe Sant Eugeni de Toledo, que l'educà. Va rebre una brillant formació literària, com testimonien els seus escrits i els judicis dels seus contemporanis. Va ésser ordena diaca cap al 632-633) per l'arquebisbe Eladi de Toledo. També diuen les fonts que, encara nen, va ingressar al monestir d'Agali, prop de Toledo, tot i que els seus pares eren reticents. Anys després, des del monestir, va fundar un convent de religioses, atorgant-li els béns que havia heretat ell mateix. Cap al 650 va ser elegit abat d'Agali i amb aquest càrrec figura a les actes dels VIII i IX concilis de Toledo.
En morir el bisbe Eugeni, va ser triat com el seu successor, l'any 657. En algunes cartes que va escriure a Quirze, bisbe de Barcelona, es plany de les dificultats del seu temps. Va morir el 667 i va ser sebollit a l'església de Santa Leocadia de Toledo. Arran de la invasió musulmana, les seves restes van ésser portades a Zamora, on avui són a l'església de San Pedro y San Ildefonso.

### Fonts històriques

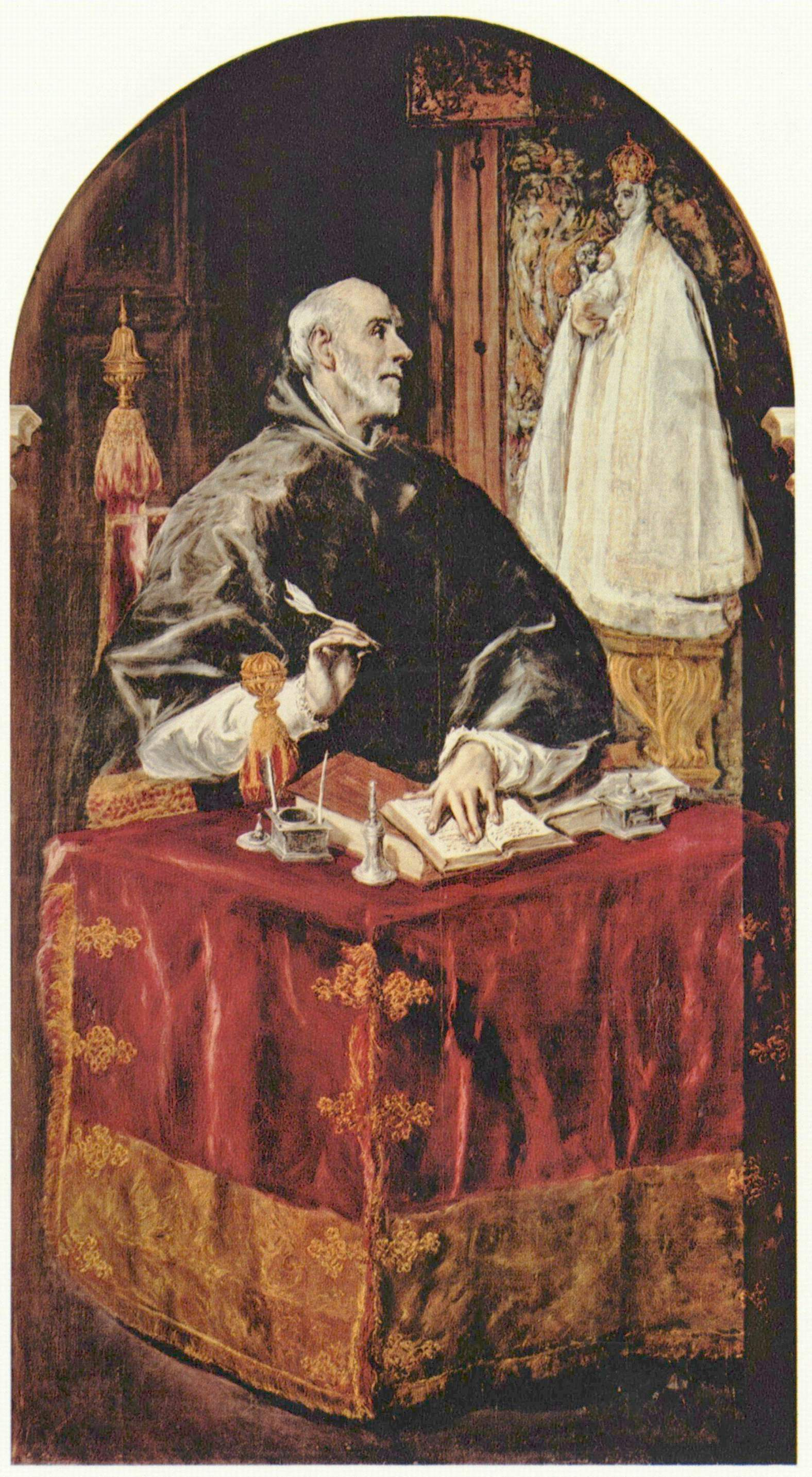
Sant Ildefons escrivint, per El Greco, 1608 (Illescas, Hospital de la Caridad)
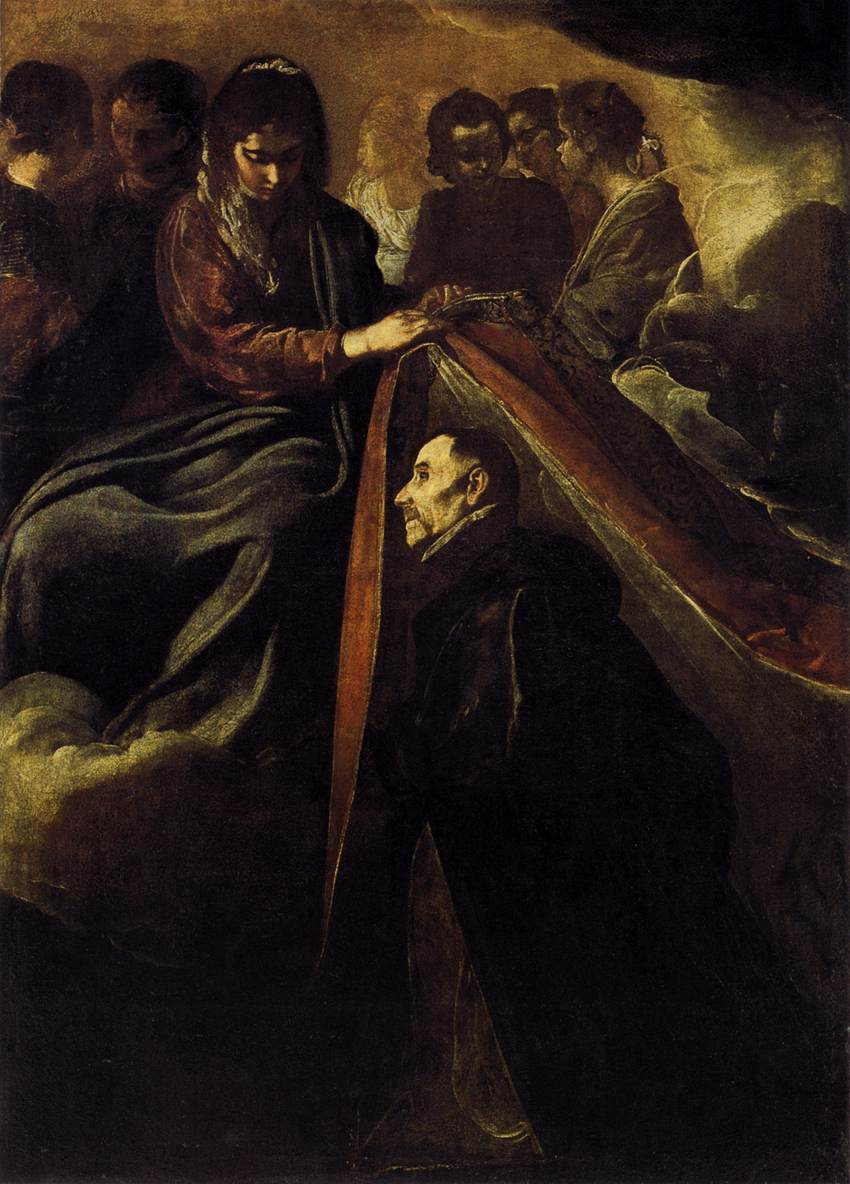
La Mare de Déu posa la casulla a Ildefons, per Diego Velázquez, ca. 1620 (Sevilla, Museo de Bellas Artes)
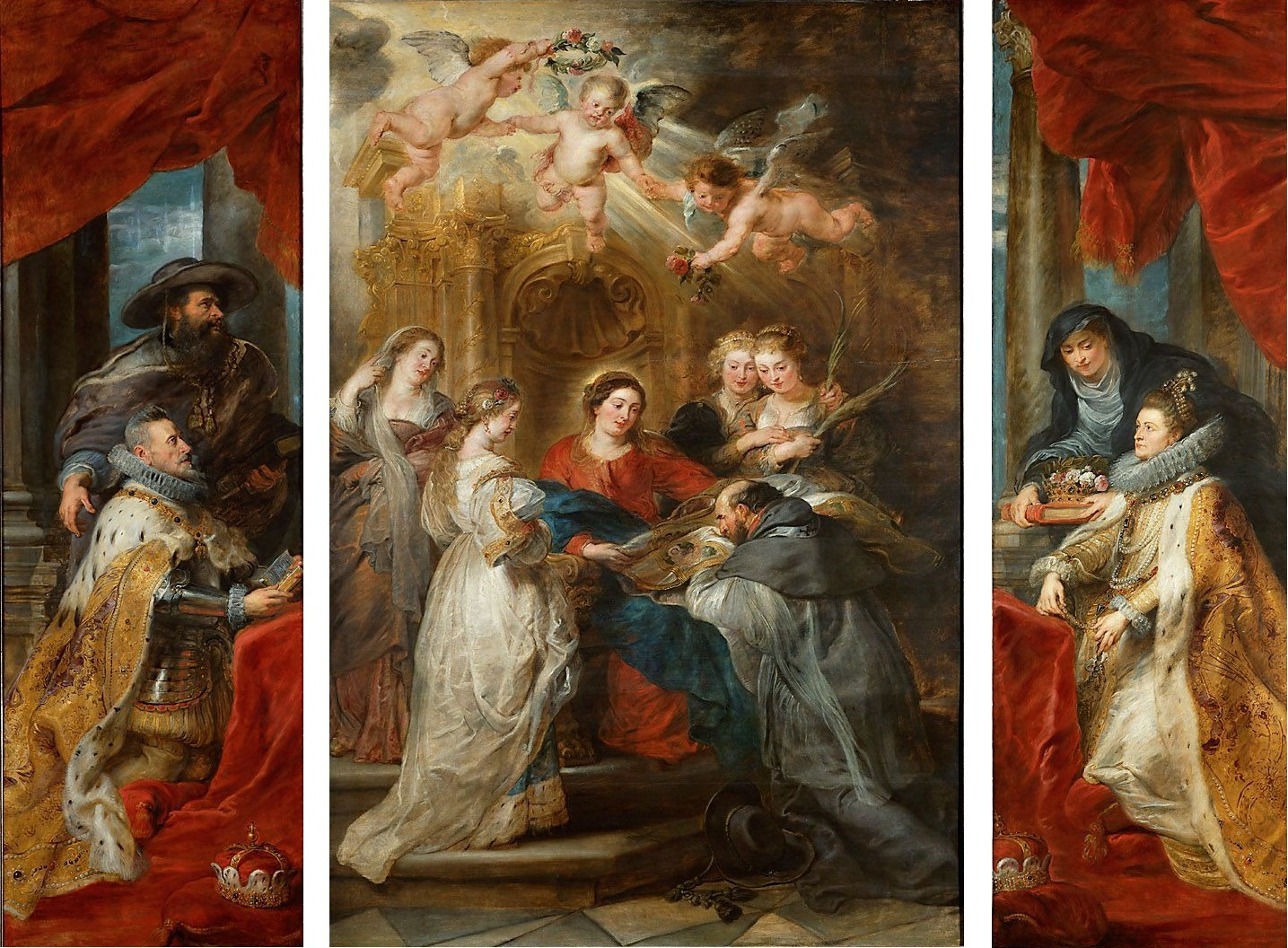
La Mare de Déu posa la casulla a Ildefons, per P. P. Rubens, 1630-1632 (Viena, Kunstshistorisches Museum)
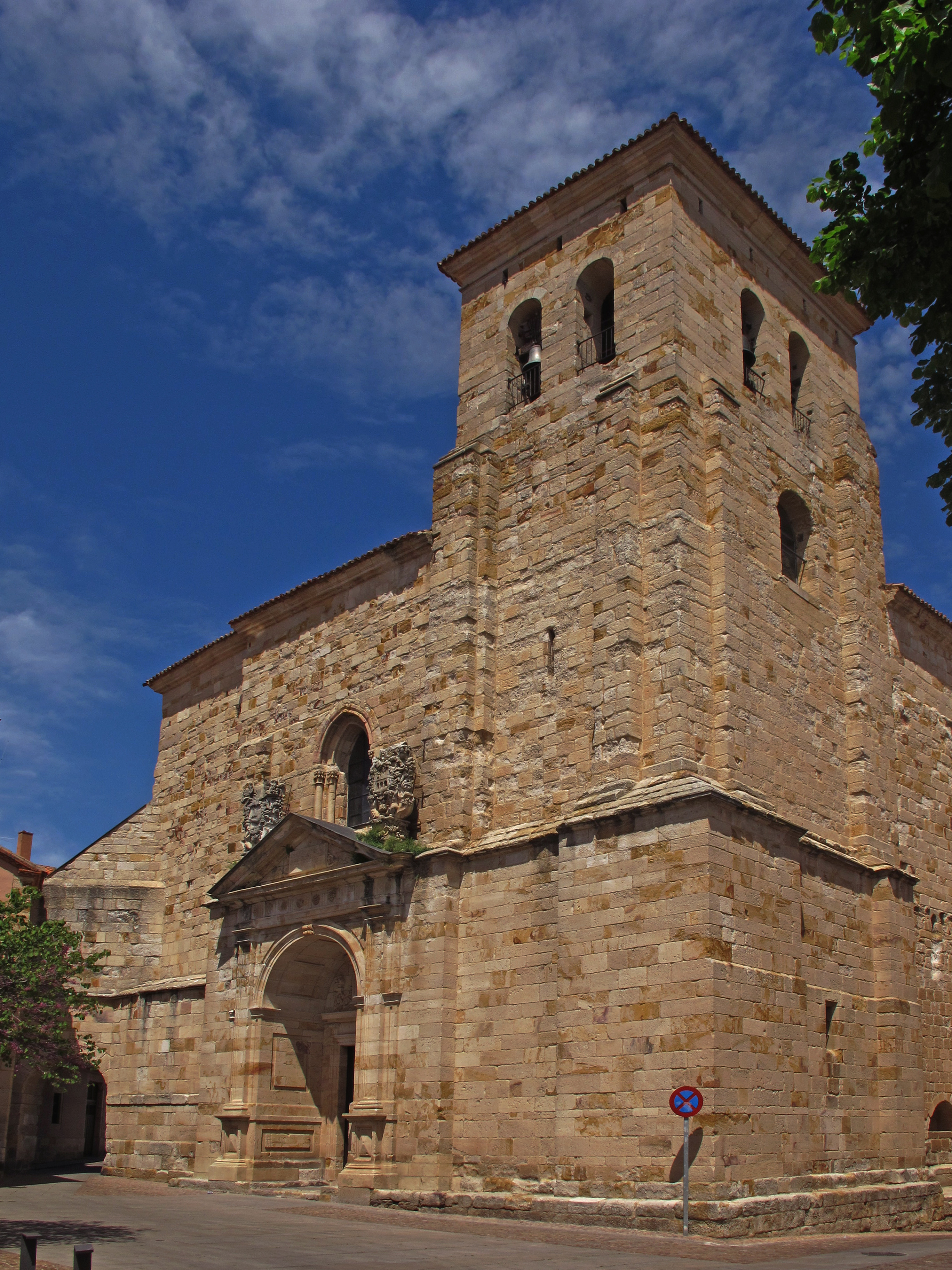
Església de San Pedro y San Ildefonso (Zamora), amb les restes del sant